# Chapelle Conti
La Chapelle Conti (en hongrois : Conti-kápolna) est un édifice situé dans le 10e arrondissement de Budapest.